# El Proyecto Nova

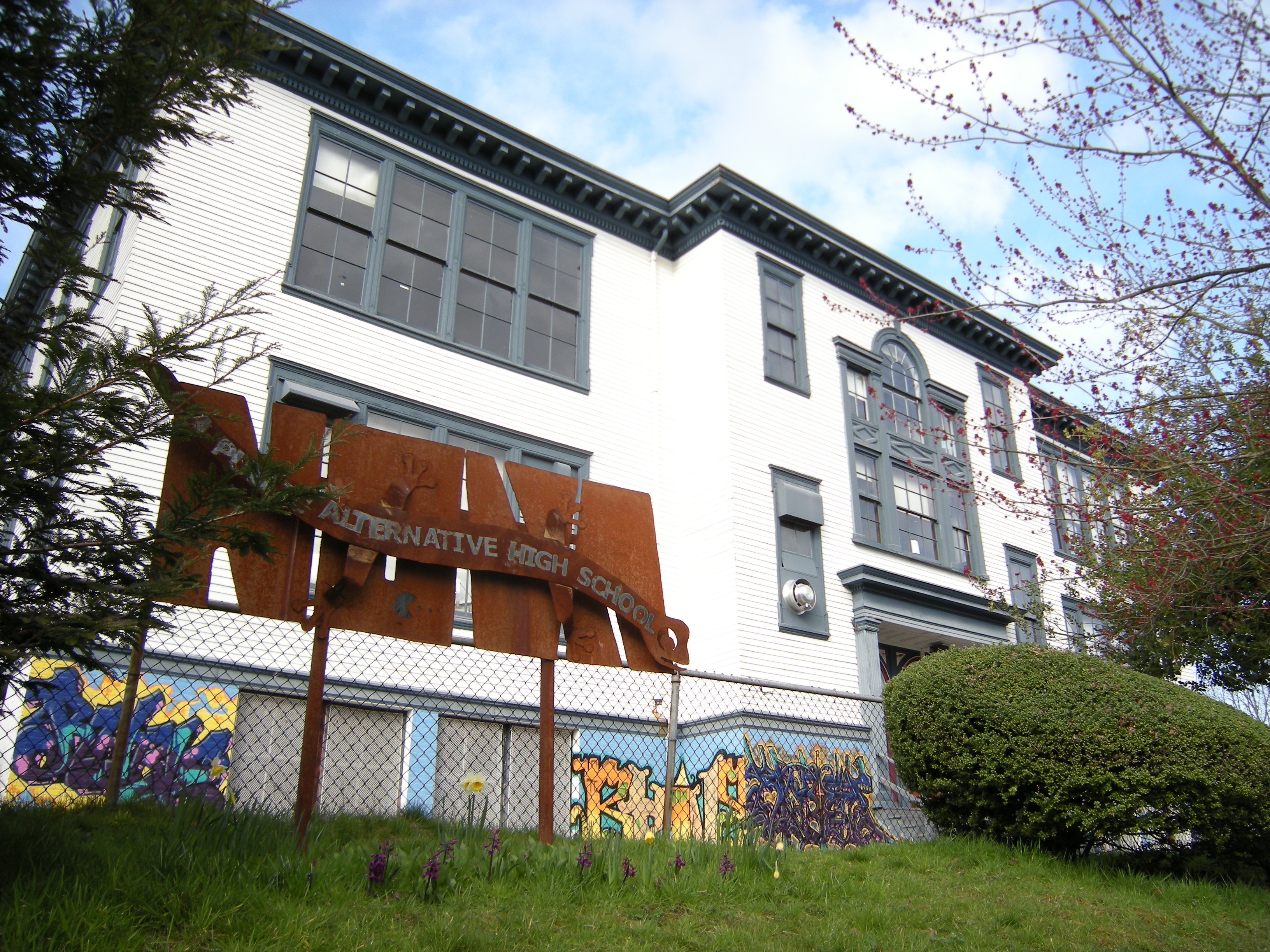
Nova Alternative High School (antigua escuela Horace Mann), en el Distrito Central de Seattle, Washington

El Proyecto Nova (The Nova Project en inglés), también conocido como Nova, está situado en East Cherry Street, 2410 en Seattle, Estados Unidos. Es una pequeña escuela alternativa de educación secundaria en Distrito Educativo de Seattle. Su intención es «ser una comunidad de aprendizaje, gobernada democráticamente, de pensadores ampliamente educados, diversos, creativos e independientes, que trabajan de forma colaborativa y demuestran un alto grado de responsabilidad individual y social».
Creada por estudiantes, profesores y padres y madres en 1970, a través de la historia de la escuela el grueso de los alumnos han procedido de gente que no se lleva bien con la educación tradicional. Algunos alumnos estaban sobrestimulados por la educación tradicional, mientras que otros tienen factores de riesgo a nivel personal o social que inhiben su educación normal. Cada estudiante debe diseñar un plan personal de aprendizaje, escogiendo de los diversos cursos ofrecidos, para crear una educación equilibrada. Los estudiantes de Nova, así como otras escuelas públicas de Seattle, pueden participar en el programa Running Start y recibir lecciones en una escuela comunitaria local.
Los estudiantes también pueden asistir a clase en el High school tradicional James A. Garfield al otro lado de la calle. En 2006 los estudiantes de Nova que hicieron el SAT, la prueba de selectividad estadounidense, obtuvieron una media de 637 en la sección verbal y 547 en la sección de matemáticas. La mayoría de los estudiantes de Nova realizan una carrera de cuatro años en un College.